# Bygnings Frednings Foreningen BYFO
Bygnings Frednings Foreningen BYFO, i daglig tale BYFO, er Danmarks interesseorganisation for fredede bygninger. Den samarbejder med Foreningen Bevaringsværdige Bygninger om webstedet Historiske Huse og repræsenterer ejerne af de fredede og bevaringsværdige bygninger i Danmark.
Foreningen har til huse i Bygningskulturens Hus i København. BYFO er initiativtager til Historiske Huse og The Danish Club. Foreningens formand er Birthe Iuel.